# Марчевский, Артур
Артур Ян Марчевский (пол. Artur Marczewski; 3 августа 1896, Лодзь, Петроковская губерния — январь 1945) — польский футболист, защитник.
За сборную Польши сыграл одну игру, но это был исторический матч, первый матч для национальной сборной — 18 декабря 1921 года. Польша проиграла в Будапеште сборной Венгрии 0:1. Играл за варшавскую Полонию, за клуб выступал с 1919 по 1923 годы. Карьеру завершил в родном городе в 1927 году. В течение многих лет был судьёй национального чемпионата.
Во время Второй мировой войны перешёл на сторону немцев. Пропал без вести во время боёв января 1945 года.